# 益昌大廈

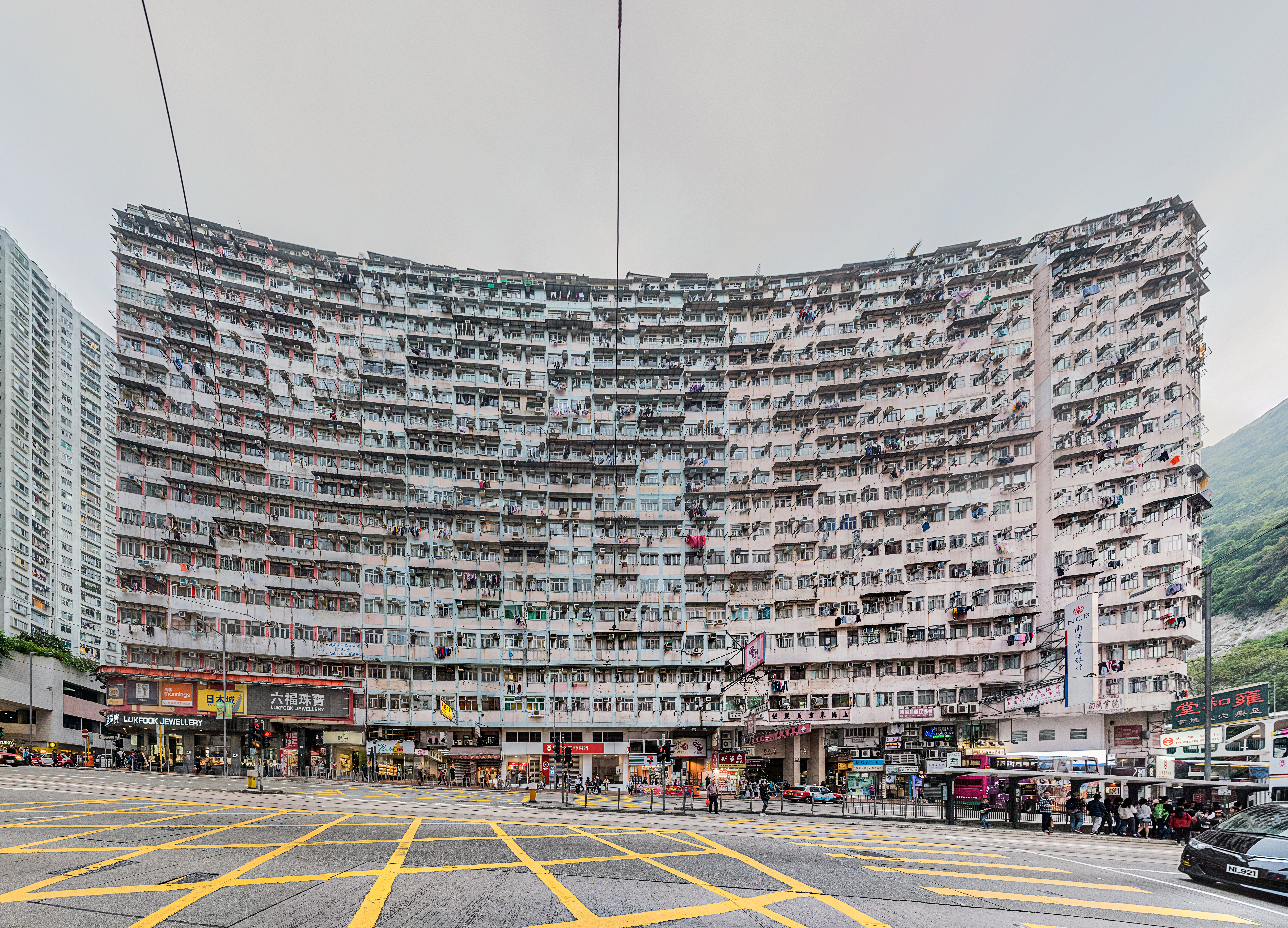
益昌大廈外貌

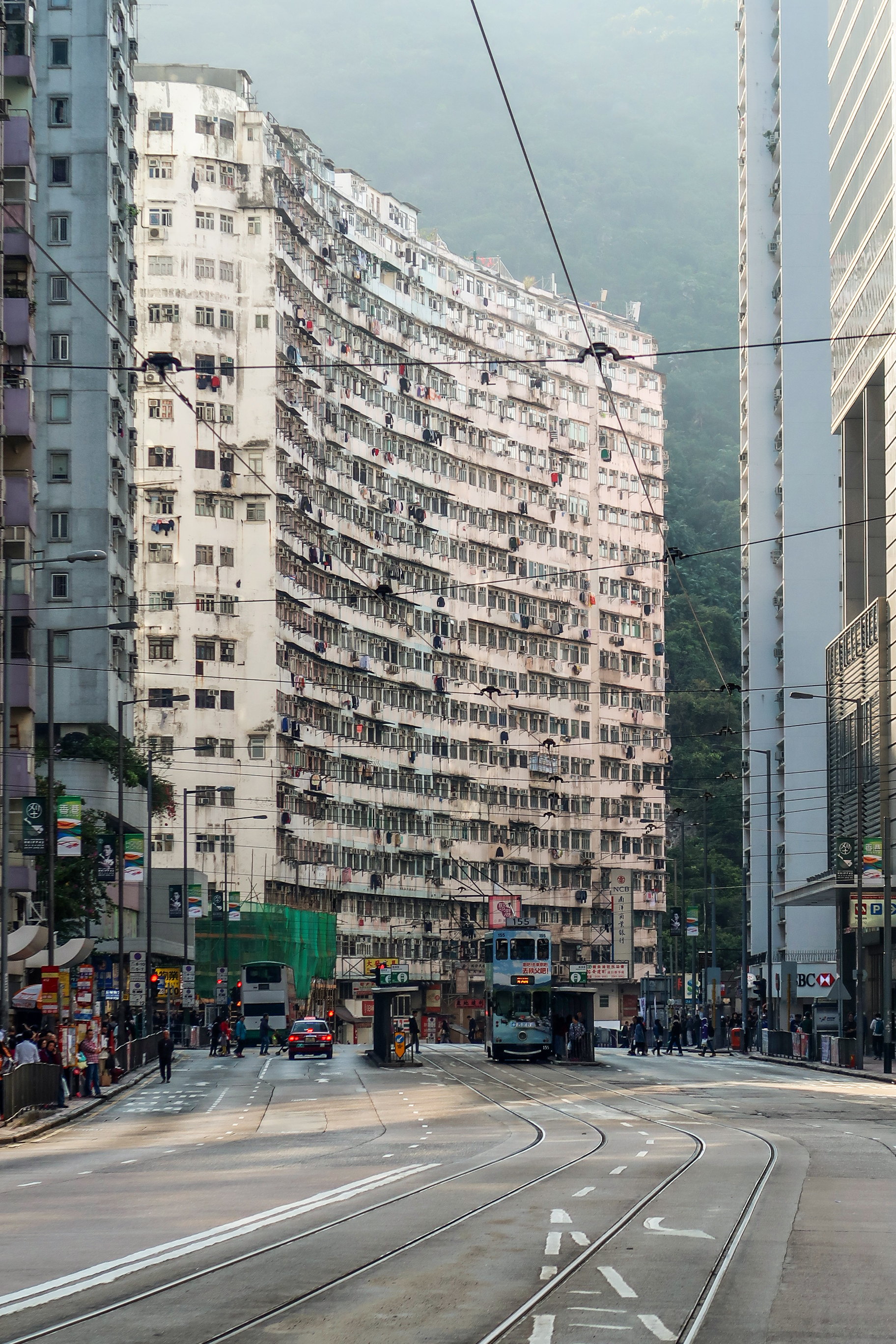
（右起：海景樓、福昌樓、益昌大廈及益發大廈）猶如一道巨型屏風

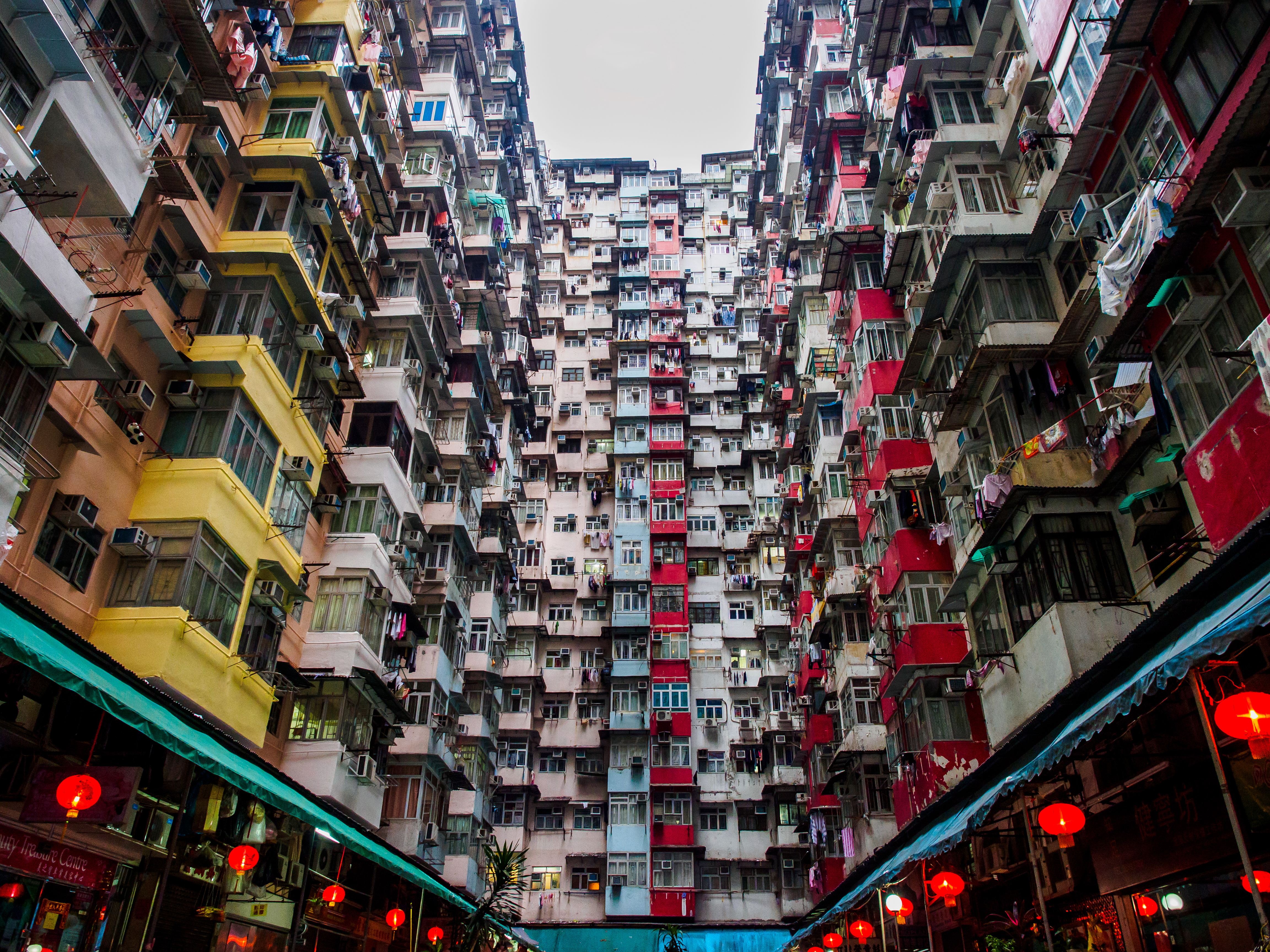
大廈「U型」的設計吸引不少攝影愛好者以至國際知名導演到場為電影取景拍攝

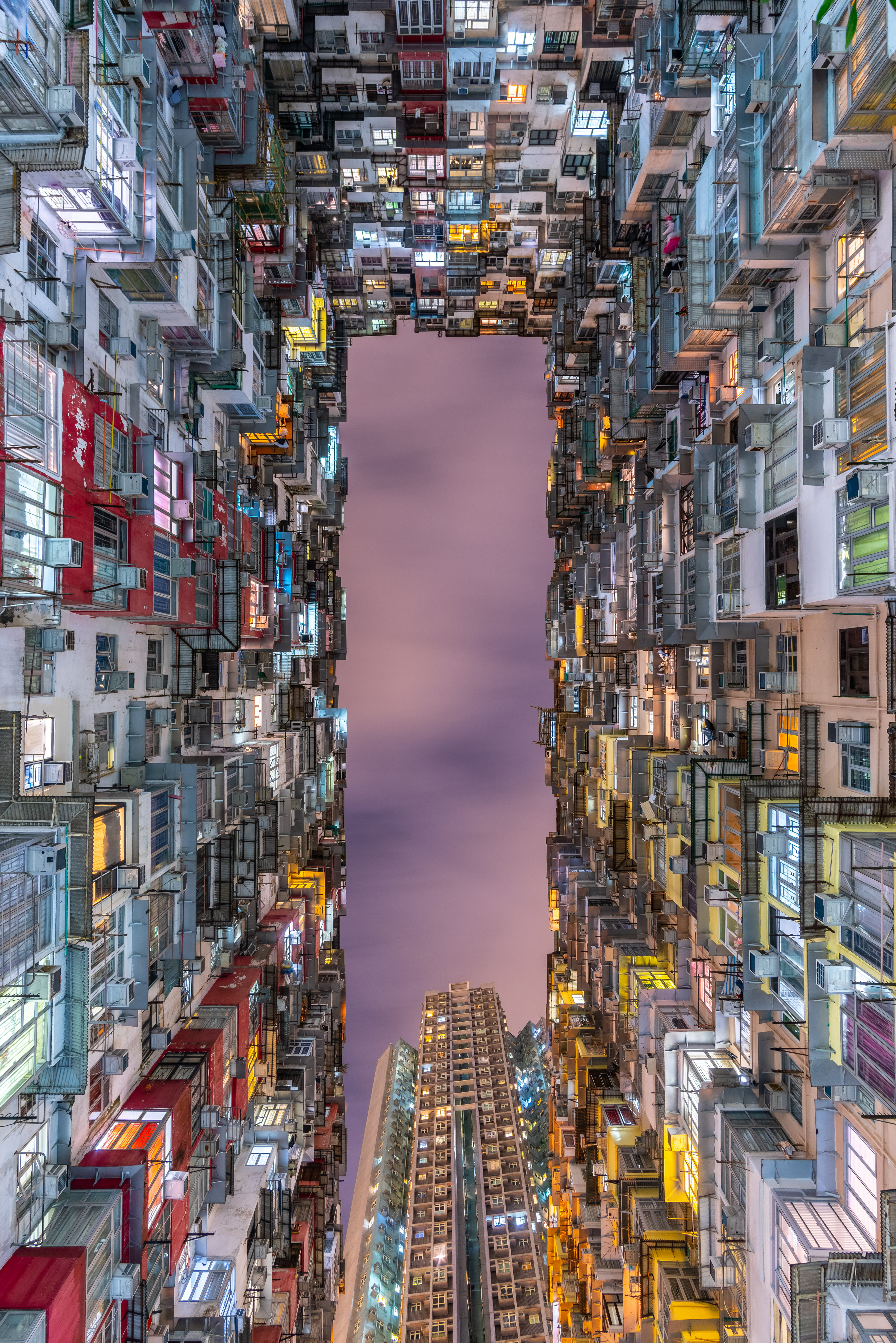
與鄰近的相連樓宇形成獨特景觀

益發大廈（英語：Yick Fat Building）（建築時座號為A座），位於香港鰂魚涌祐民街2-32號、益昌大廈（英語：Yick Cheong Building）（建築時座號為B座），位於香港鰂魚涌英皇道1046號、海山樓（英語：Montane Mansion）（建築時座號為C座），位於香港鰂魚涌鰂魚涌街19-47號、海景樓（英語：Oceanic Mansion）（建築時座號為D座），位於香港鰂魚涌英皇道1026-1028號及福昌樓（英語：Fook Cheong Building）（建築時座號為E座），位於香港鰂魚涌英皇道1048-1056號，它們是一組共五座商住混合形式樓宇，位於鰂魚涌內地段8號餘段之北段，由E.Y.Wu 伍耀偉則師設計，於1962年開始入則准備興建，政府於1972年7月31日至8月17日期間向上述五幢大廈發出入伙紙（53年樓齡），上述五座大樓採取開放式物業管理，部份樓宇的主要入口大堂已加設大門，建築風格與太安樓相同，五幢大廈樓下是商場，樓上是私人住宅，五座大廈合共有2,243個單位，可住逾萬人。

## 歷史
五幢巨型大廈在1960年代初興建時稱為百嘉新邨，原本的發展商為章記公司與華源置業，不過後來發展商失蹤成為爛尾樓，最後一邊興建，一邊進行銷售工作。接手的五間發展商分別為怡華置業有限公司（負責海山及海景樓）、益新置業有限公司（負責益發及益昌大廈）、九龍置地有限公司（負責海山及福昌樓）、益大地產有限公司（只負責福昌樓）及華廈置業有限公司（只負責海景樓），當中華源置業與後來接手的發展商都有鍾江海和鍾明輝等人的身影。
到1971年分拆為五座相連的樓宇住宅單位及連帶的商舖出售，分別命名為海山樓、海景樓、福昌樓、益發大廈和益昌大廈。
大廈設有業主立案法團，於2014年進行外牆翻新工程。
建築在社交媒體廣泛流傳後吸引大量遊客前來「打卡」，雖然範圍可自由出入，但由於鄰近民居，就曾引起「過度旅遊」的爭議。
2020年，在2019冠狀病毒病疫情期間，業主立案法團決定於平台外圍安裝鐵絲網，以防遊客攀上拍照。

## 特色

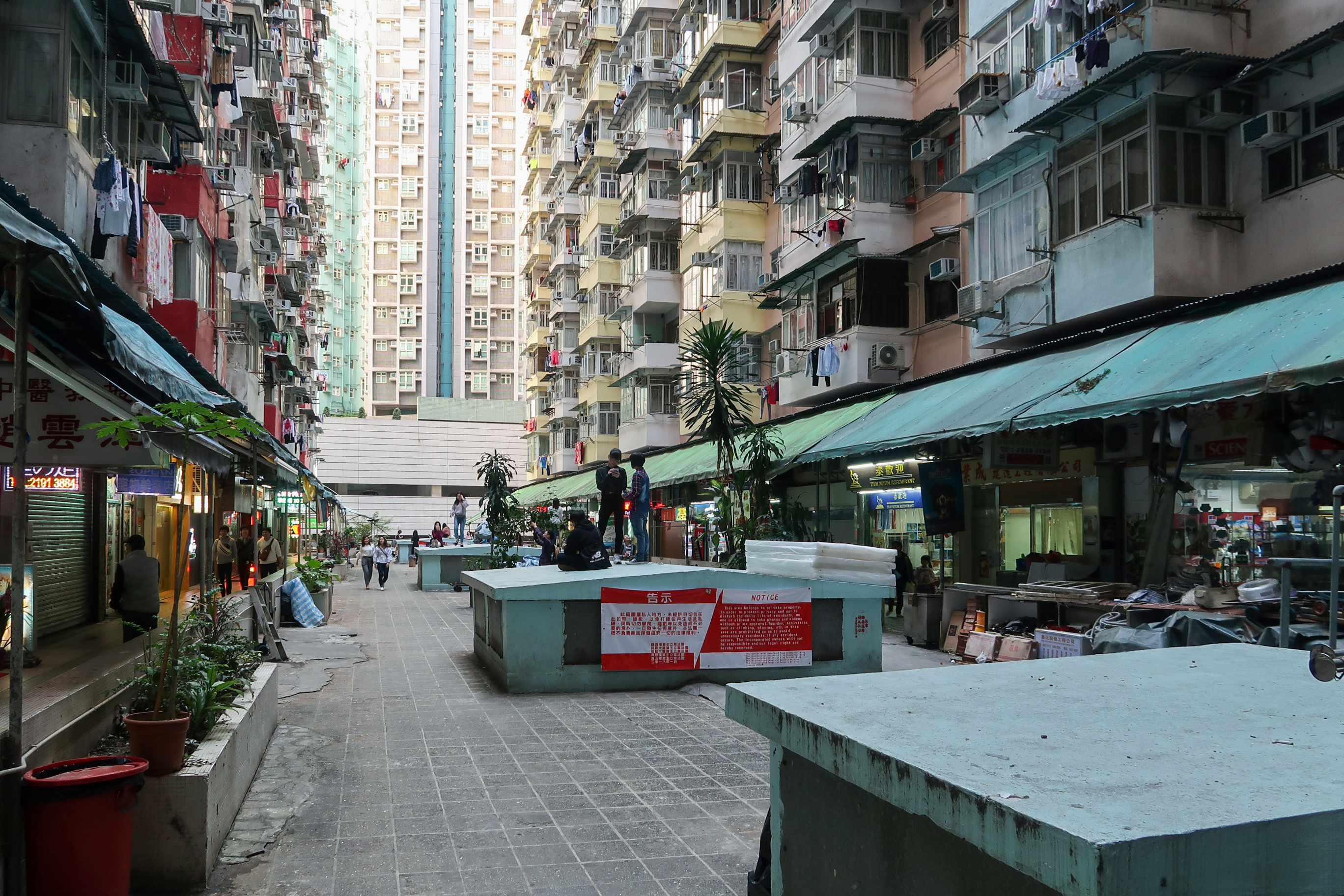
益昌大廈天井平台成為「打卡」勝地，該處的5個業主立案法團在2018年1月貼出聯合告示，指出平台是私人地方，未經許可切勿在此拍照、錄影、以免打擾住戶生活及私隱，不過遊人懶理

大廈兩個大天井，成為居民社交場所。其環境能反映香港的特色，學界譽為「巨廈」，坊間亦有「怪獸大廈」（Monster Building）之稱。當中不少外國人對此大廈感興趣。
法籍攝影師 Romain Jacquet-Lagreze 在2012年拍攝一輯《Vertical Horizon》曾獲衛報、國家地理雜誌、赫芬頓郵報、CNN及華爾街日報等國際媒體報導，亦曾在港展出。電影包括《變形金剛4：殲滅世紀》及《攻殼機動隊》、SENZA A Cappella 的《你是你本身的傳奇》、MONDO GROSSO和滿島光的《迷宮》、Seventeen的《Check-In》、GOT7的《You Are》、金聖圭的《True Love》、The Rose成員金佑星的《Baby》、Alan Walker的《唱首歌伴我入眠》及Gallant和Eric Nam的《Cave Me In》的音樂影片亦曾到此取景。

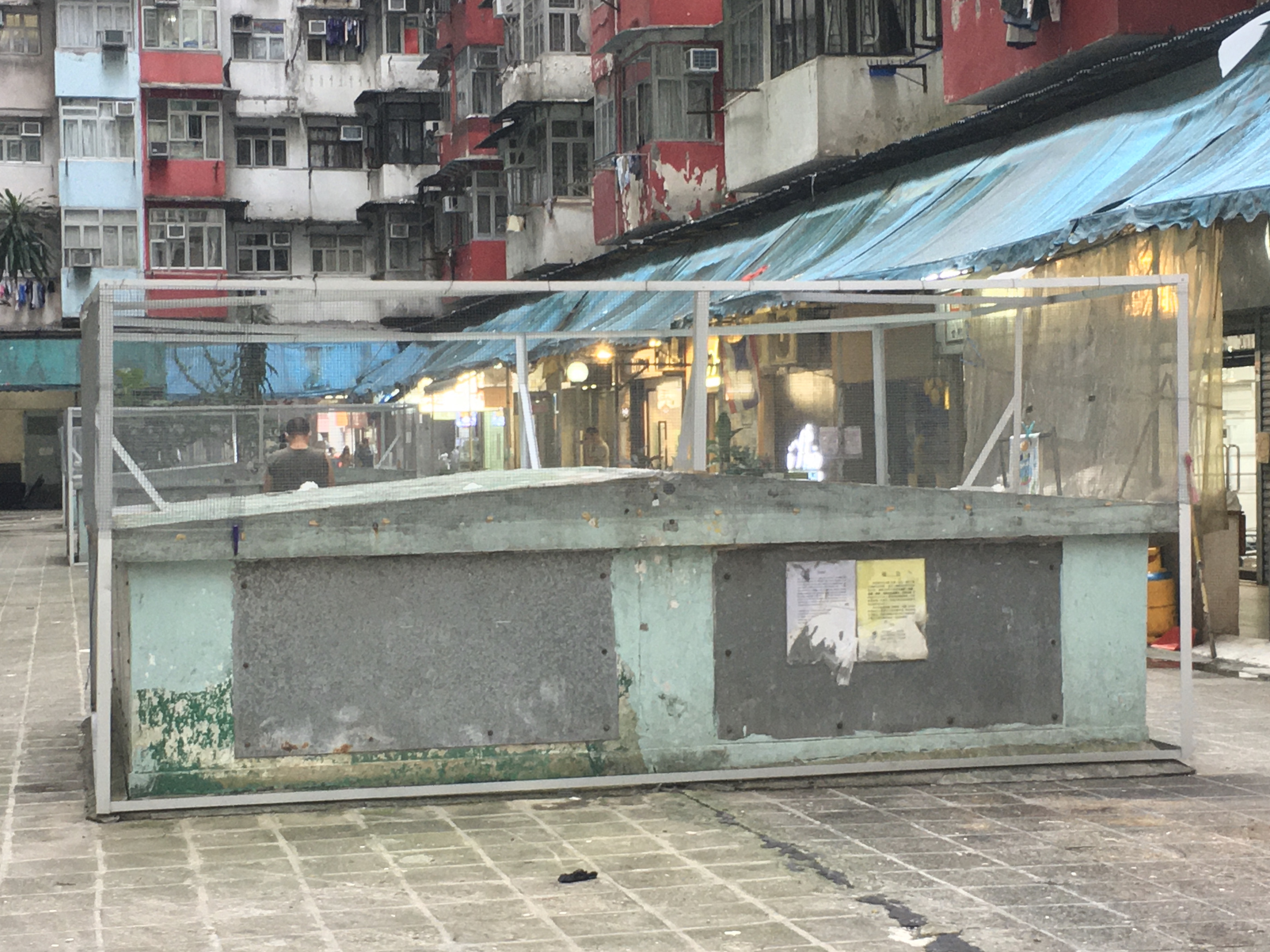
加裝鐵絲網後的天井平台（2020年）

## 圖集

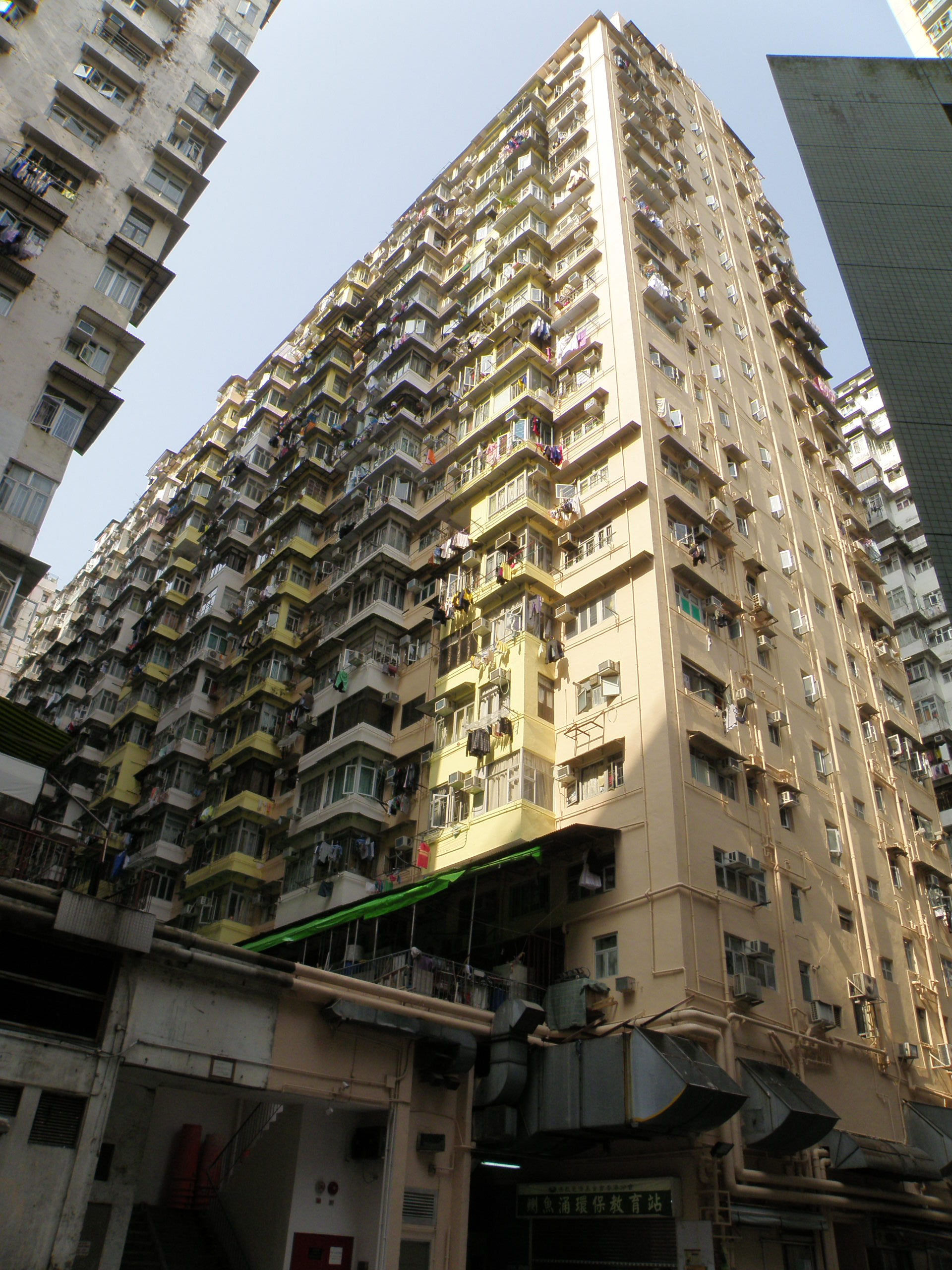
益昌大廈
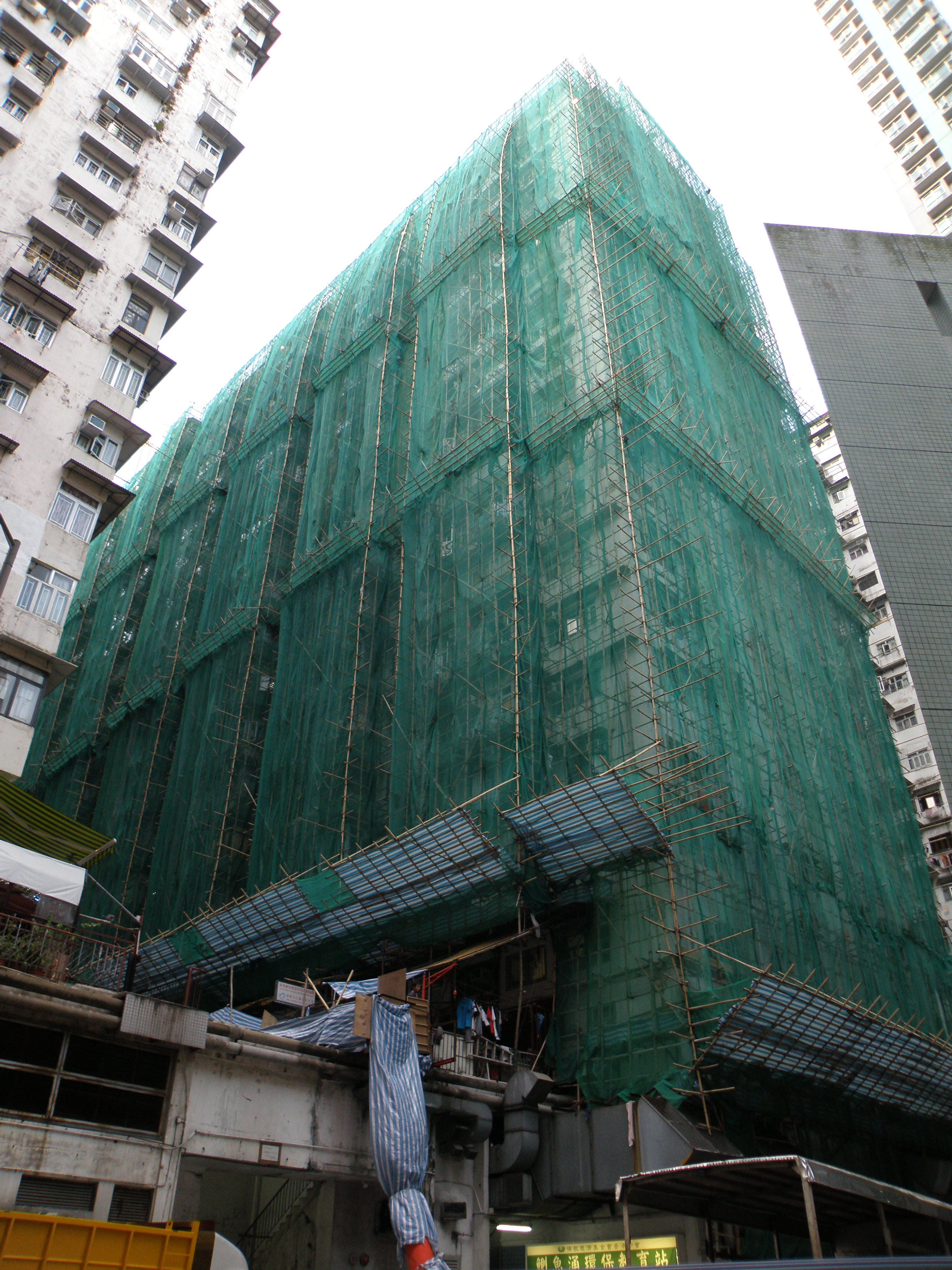
2014年益昌大廈的外牆翻新工程
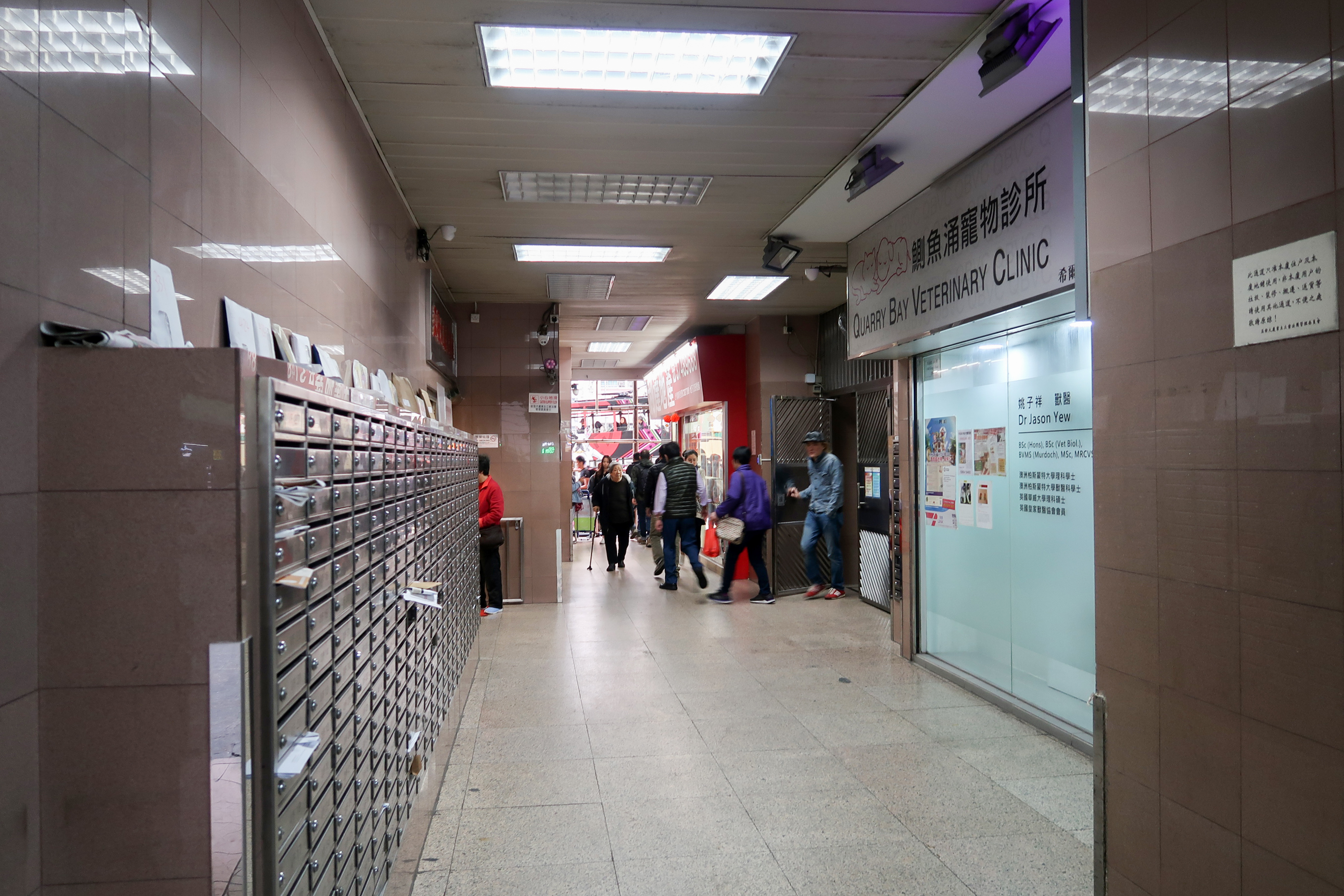
益發大廈地下大堂
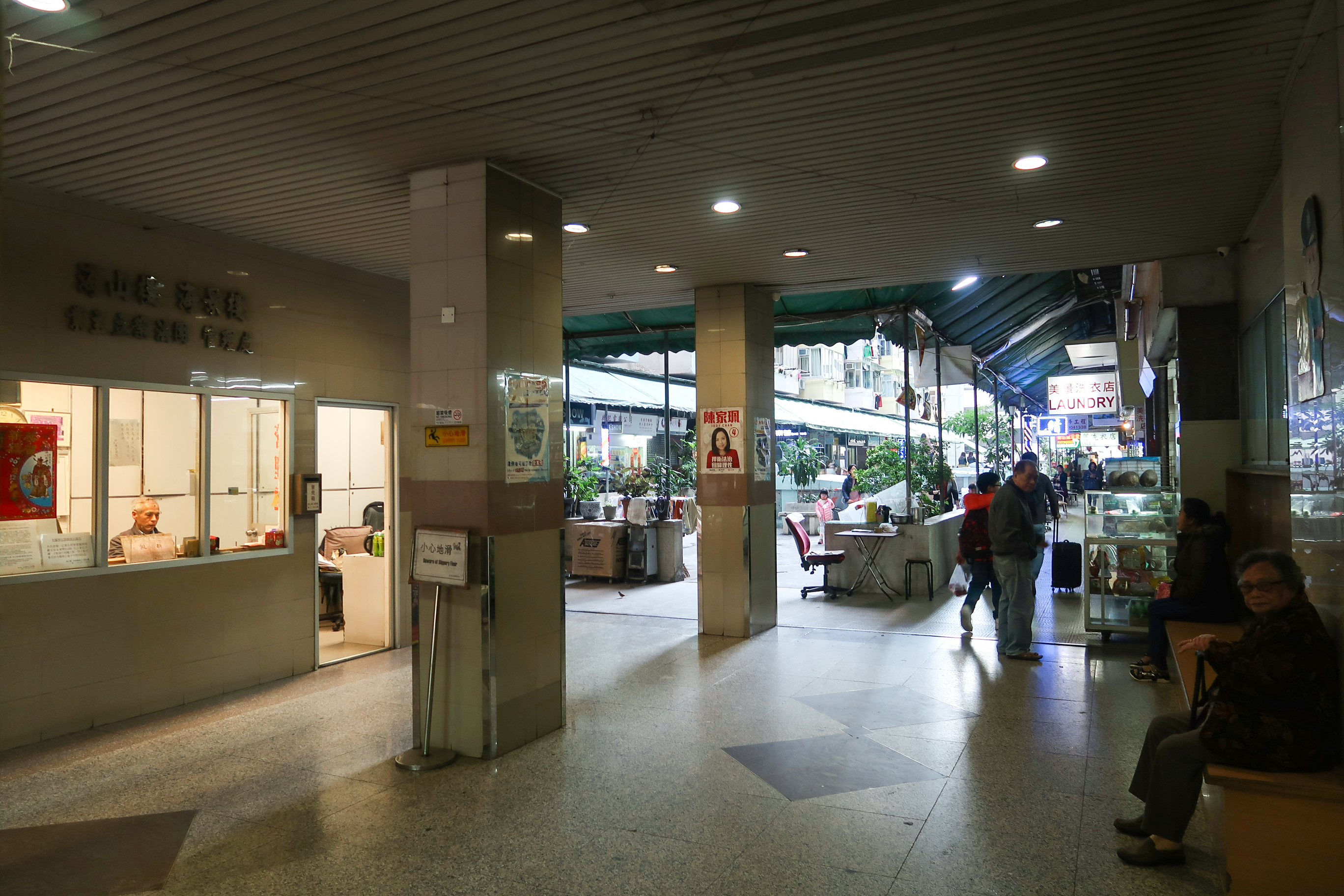
海山樓地下大堂

## 鄰近
- 香港水族廣場
- 鰂魚涌市政大廈
- 康怡花園
- 康山花園
- 柏蕙苑
- 南豐新邨

## 外部連結
- Vertical Horizon #43 （页面存档备份，存于）. Your Shot Photo Community – National Geographic. (2016-02-13)
- Eye-popping vertical: Photos give Hong Kong skyscrapers a radical new look （页面存档备份，存于）. CNN. (2014-08-15)